# Janet Simpson
Janet Mary Simpson (2 settembre 1944 – 14 marzo 2010) è stata una velocista britannica.

## Biografia
Figlia di Violet Webb, vincitrice della medaglia di bronzo ai Giochi Olimpici del 1932 a Los Angeles.
Era membro del team che vinse la medaglia d'oro nella staffetta 4 x 400 m ai campionati europei di atletica del 1969 tenutesi ad Atene, segnando il record mondiale con il tempo di 3:30.8 minuti. Nella staffetta vincente correva la terza frazione, frazione nella quale Jenet segnerà il miglior tempo del quartetto inglese (52.1) distanziando di oltre 15 metri, Eliane Jacq della Francia. Gli altri membri del team vittorioso erano: Rosemary Stirling, Pat Lowe e Lillian Board.
Muore il 14 marzo 2010 a seguito di un attacco di cuore.

## Palmarès
- Giochi olimpici

Tokyo 1964: bronzo nella staffetta 4×100 metri.
- Europei

Atene 1969: oro nella staffetta 4×400 metri.
- Giochi del Commonwealth

Kingston 1966: argento nella staffetta 4×110 iarde.